# Chidika
Chidika (nep. चिदीका) – gaun wikas samiti w zachodniej części Nepalu w strefie Lumbini w dystrykcie Arghakhanchi. Według nepalskiego spisu powszechnego z 2011 roku liczył on 809 gospodarstw domowych i 3345 mieszkańców (1939 kobiet i 1406 mężczyzn).